# Sputnik 2

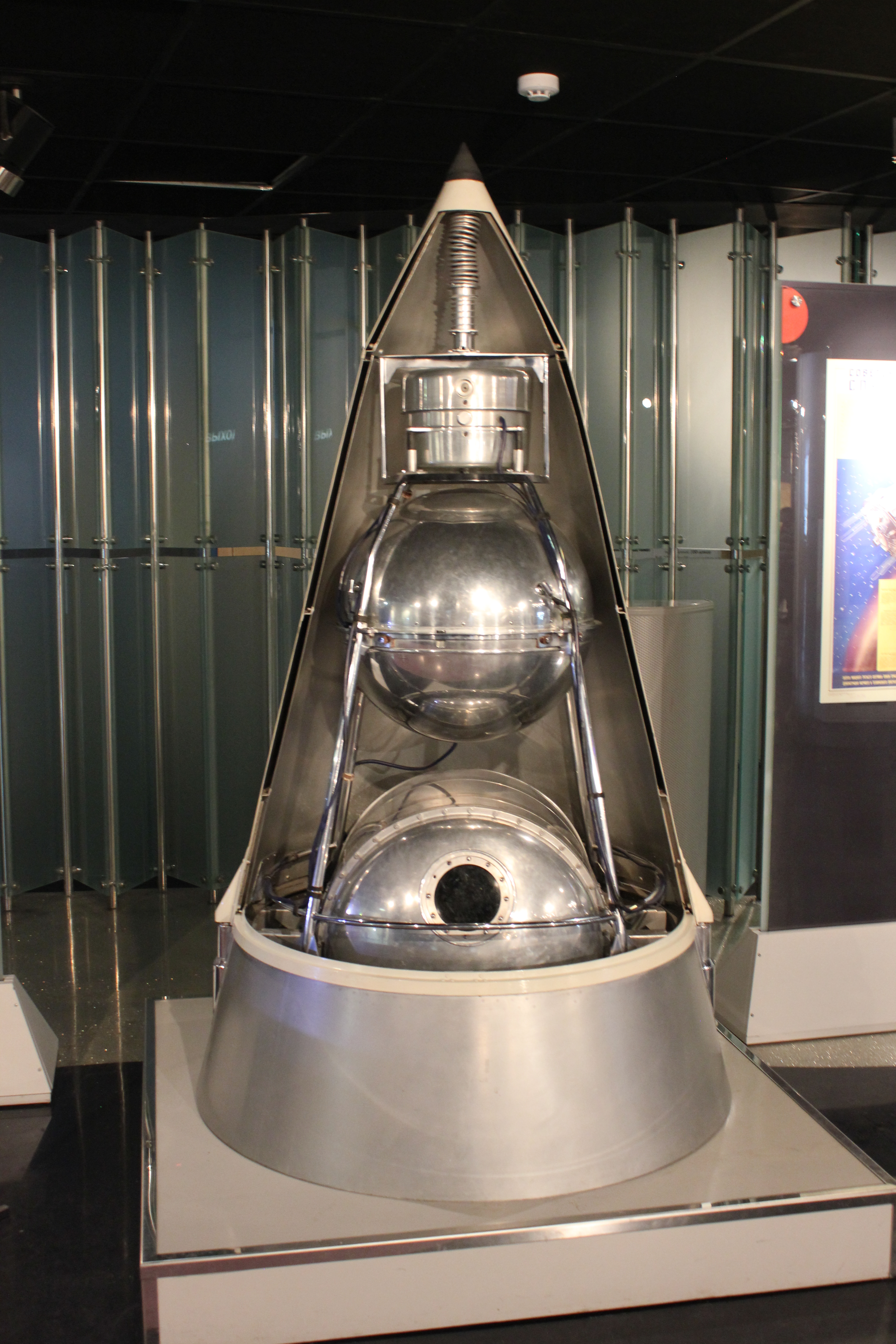
O replică a navei spațiale Sputnik 2

Sputnik 2 a fost cea de-a doua navă spațială lansată pe orbita Pământului. A fost trimisă pe 3 noiembrie 1957 de către URSS în cadrul programului Sputnik (numele de sputnik însemnând „satelit”). 

## Caracteristici
- Lansarea: Baikonur, 3 noiembrie 1957 la 02:30 UTC
- Orbită: eliptică (între 1660 și 350 km deasupra solului)
- Perioada orbitală: 104 minute
- Masa: 508,3 kg
- Durata: 162 de zile

## Laika
Sputnik 2 a avut la bord primul animal viu, câinele Laika, care a fost prima ființă vie ce a efectuat o călătorie spațială. Nu se cunoaște dacă Sputnik 2 s-a reîntors în condiții de siguranță pe pământ și dacă „pasagerul” a supraviețuit. Câinele Laika este considerat prima victimă a zborurilor spațiale.